# Charles-Augustin de Ferriol d’Argental

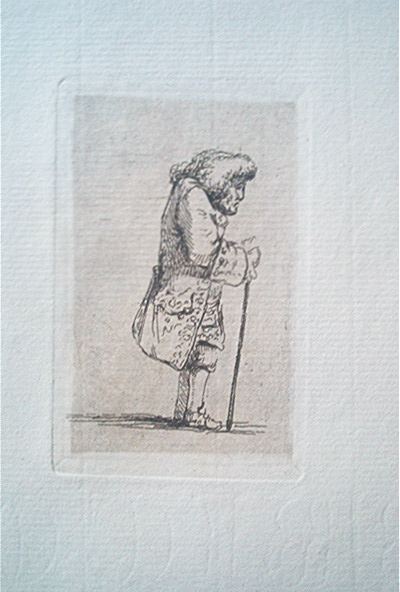
Charles-Augustin de Ferriol d’Argental in hohem Alter; Karikatur von Vivant Denon

Charles-Augustin de Ferriol d’Argental (* 20. Dezember 1700; † 5. Januar 1788; familiäres Pseudonym Gossaut) war ein französischer Verwalter und Botschafter.

## Leben
Charles-Augustin de Ferriol d’Argental war der Sohn von Augustin-Antoine de Ferriol (1653–1737), dem Grafen von Argental, Präsidenten (président à mortier) des Gerichts von Metz, dessen Bruder Charles de Ferriol d’Argental französischer Botschafter in Konstantinopel war. Seine Mutter war Marie-Angélique Guérin de Tencin (1674–1736), die Schwester des Kardinals Pierre Guérin de Tencin und der Marquise von Tencin.
Charles-Augustin de Ferriol d’Argental wurde 1721 Rat (conseiller) am höchsten Gerichtshof Frankreichs, dem Parlement de Paris. 1737 heiratete er Jeanne-Gâce Bosc du Bouchet. 1738 lehnt er das Angebot ab, Verwalter der Kolonie Saint-Domingue zu werden, später übernahm er die Vertretung des Herzogtums Parma, die er von 1759 bis 1788 innehatte. Nach dem Tod seiner Tante La Grolée im Jahr 1760 wurde er Baron der Île de Ré.
Er ist für seine Freundschaft mit Voltaire bekannt, der zahlreiche Briefe an Argental und seine Frau verfasste, die er „mes divins anges“ („meine göttlichen Engel“) nannte. Argental und seine Frau setzten sich unermüdlich für Voltaire ein, vertrieben Voltaires Schriften und schützten ihn durch ihre Beziehungen vor den Verfolgungen durch seine Gegner. Der Briefwechsel zwischen Argental und Voltaire erstreckte sich über 60 Jahre, insgesamt entstanden rund 1200 Briefe.